# Colobopsis truncata
Colobopsis truncata é uma espécie de inseto do gênero Colobopsis, pertencente à família Formicidae.